# Lyonia ligustrina
Lyonia ligustrina ist eine Pflanzenart aus der Gattung der Lyonien (Lyonia) innerhalb der Familie der Heidekrautgewächse (Ericaceae). Sie ist in den östlichen Vereinigten Staaten von Maine im Norden bis nach Florida im Süden und westwärts bis Texas und Oklahoma verbreitet und wird dort englisch maleberry, he-huckleberry genannt. Von der TNC wird die Art als ungefährdet („G5“) eingestuft.

## Beschreibung

Illustration

### Vegetative Merkmale
Lyonia ligustrina ist ein Strauch und erreicht Wuchshöhen von bis zu vier Metern. Er besitzt lange Rhizome, welche neue Pflanzen in bis zu 4 Metern Entfernung hervorbringen können. Die Äste haben eine längsgefurchte Rinde.
Die Laubblätter werden – abhängig von der Varietät – abgeworfen oder sind immergrün. Die einfachen Blattspreite ist bei einer Länge von bis zu 10,5 Zentimetern sowie einer Breite von etwa 5 Zentimetern schmal bis breit elliptisch, verkehrt-eiförmig oder eiförmig.

### Generative Merkmale
Die kleinen Blüten sind weiß. Es wird eine kleine, trockene Kapselfrucht gebildet.
Ihre englischsprachigen Trivialnamen rühren daher, dass sie im Gegensatz zu anderen Heidekrautgewächsen wie Heidelbeeren oder Huckleberrys keine weichen, saftigen, essbaren Früchte hervorbringt, sondern harte trockene Kapselfrüchte.

## Standortbedingungen
Lyonia ligustrina ist eine in vielen trockenen und feuchten Biotoptypen verbreitete Pflanzenart. Sie bewohnt Savannen, Moore, Wälder, Pocosins und Brüche. Lyonia ligustrina ist gegen Brände tolerant, indem sie nach Vernichtung der oberirdischen Teile Knospen und Äste aus den Rhizomen hervorbringt. Aus diesem Grund ist sie auch in brandbestimmten Ökosystemen wie Kiefernheiden „zu Hause“.